# Olivia Gollan
Olivia Gollan (nascida em 27 de agosto de 1973) é uma ex-ciclista australiana que participava em competições de Ciclismo de estrada.
Ela foi a vencedora do campeonato australiano de estrada em 2003. Gollan competiu na prova de estrada representando a Austrália nos Jogos Olímpicos de 2004.